# Барье, Морис
Мори́с Барье́ (фр. Maurice Barrier; 8 июня 1932[…], Malicorne-sur-Sarthe[…] — 12 апреля 2020[…], Монбар) — французский киноактёр. Жил в деревне Монреаль (департамент Йонна). Снимался в большом количестве фильмов, в том числе вместе с Жаном-Полем Бельмондо, Жаном Габеном, Аленом Делоном и Жераром Жюньо. Работал на телевидении, а также в мюзиклах «Абракадабра» и «Отверженные».
Дебютировал в телефильме «Приход Людовика XIV к власти» (фр. La Prise de pouvoir par Louis XIV) Роберто Росселлини в 1966 году. Известен своими ролями в фильмах «Высокий блондин в чёрном ботинке» и других.

## Фильмография
- 1966 — «Приход Людовика XIV к власти» — Д’Артаньян
- 1970 — «Место преступления» — Хамон
- 1971 — «Повторный брак» — Гражданин-патриот
- 1972 — «Высокий блондин в чёрном ботинке» — Шаперон
- 1972 — «Банда заложников» — Джо Франк
- 1973 — «Двое в городе» — следственный судья
- 1973 — «Кто Жорж?» — Зритель/свидетель на избирательном участке
- 1973 — «Мари Дорваль» — Александр Дюма
- 1973 — «Привет, артист» — Актер, играющий Аль Капоне
- 1973 — «Маленький огонек во время бури» — Филипп
- 1973 — «Тибетский колокол» — Полковник Чан-Тан
- 1975 — «Полицейская история» — Рене Боллек
- 1975 — «Инспектор проводит расследование»
- 1975 — «Цыган» — Жак Эльман
- 1976 — «Черные и белые в цвете» — Каприс
- 1977 — «Банда» — Люсьен
- 1979 — «Удар головой» — Руководитель Берри
- 1979 — «Сталин-Троцкий: Власть и революция» — Сталин
- 1982 — «Возвращение Мартена Герра» — Пьер Герра, дядя Мартена
- 1982 — «Мыс страха» — Роберт
- 1982 — «Дикая утка» — Доктор Реллинг
- 1983 — «И корабль плывёт» — Зилоев
- 1983 — «Вне закона» — Осужденный наркоторговец Тонтон
- 1983 — «Папаши» — Хозяин отеля в Ницце
- 1983 — «Вежливость королей» — Хозяин
- 1984 — "Специалисты — Ковач
- 1985 — "Умирают только дважды — Артур Шалон
- 1985 — "Одна женщина или две — Мэр
- 1985 — "Вечный скаут — Марек
- 1985 — "Сердце поездки — Бондил
- 1985 — "Ночь Санта-Клауса — Санта-Клаус
- 1986 — «Улица отправления» — Паромщик
- 1986 — «Беглецы» — Комиссар полиции Дюрок
- 1987 — «Шарли Динго» — Чхинастки
- 1989 — «Давид Лански» — Себастиан
- 1989 — «Роже Браконьер» — Жандарм Джавел
- 1989 — «Жизнь и больше ничего» — Меркадо
- 1991 — «Ребенок и волки» — Клотер
- 1991 — «Бар Танго» — Шнайер
- 1993 — «Школьный учитель» — Кесар
- 1993 — «Луи, король – дитя» — Guitaud
- 1993 — «Катрин Кураж» — Magenta/Фуксин
- 1993 — «Жюстина Труве, или Внебрачный ребенок бога» — Витоу Каламар
- 1994 — «За один день до рассвета» — Подполковник Бургуэн
- 1994 — «Окровавленные руки»
- 1995 — «Опасная женщина» — Модолони
- 1996 — «Шведские спички» — Бограс
- 1998 — «Лавка Луи-антиквара» — Эдгар Бансак
- 1999 — «Самое счастливое место на Земле» — Водитель
- 1999 — «Похититель сердец» — Джозеф
- 2000 — «Дитя стыда» — Эмиль
- 2002 — «Победа побеждённых» — Дед
- 2005 — «Лукас Ферре: Удовольствие от зла» — Анри
- 2007 — «Почти в браке» — Чарльз